# Операција Коридор 92
Операција Коридор 92, позната и као пробој Коридора живота, била је операција Војске Републике Српске (ВРС) против Хрватског вијећа одбране (ХВО) и Хрватска војске (ХВ) у Босанској Посавини током Рата у Босни и Херцеговини. Операција је вођена од 24. јуна до 6. октобра 1992. године. Циљ је био поновно успостављање путне везе између западног и источног дијела Републике Српске. Разлог за покретање операције било је хрватско заузимање Дервенте — потез којим је блокиран једини копнени пут између територија под контролом ВРС.
У првој етапи операције ВРС је успјешно ушла у Дервенту, одбијајући снаге ХВО и ХВ на сјевер, заузимајући притом неколико градова. У другој етапи операције, ВРС је избила на ријеку Саву, тј. на границу са Републиком Хрватском, уништавајући мостобран који су држали ХВ и ХВО у Босанском Броду. У офанзиви је учествовало више од 60.000 војника, а обје стране су имале тешке губитке, нарочито ХВО. Хрватско Вијеће за националну сигурност затражило је извјештај о губитку Босанске Посавине и за пораз окривило унутрашње сукобе, двоструки ланац командовања и недјелотворну контраобавјештајну службу. Исход је касније изазвао спекулације о политичком договору између српског и хрватског руководства о трговини територијама, иако је анализа америчке Централне обавјештајне агенције одбацила такве наводе.

## Позадина
Пошто се Југословенска народна армија (ЈНА) повукла из Хрватске након прихватања и почетка спровођења Венсовог плана, око 55.000 официра и војника ЈНА рођених у Босни и Херцеговини је пребачено у новоосновану Војску Републике Српске. Ова реорганизација услиједила је након проглашења Републике српског народа Босне и Херцеговине 9. јануара 1992, када је већ било јасно да ће се противно Уставу Социјалистичке Републике Босне и Херцеговине спровести референдум о независности, од 29. фебруара до 1. марта 1992. године.
ЈНА и ВРС су се сукобиле са Армијом Републике Босне и Херцеговине (АРБиХ) и Хрватским вијећем одбране (ХВО), које су биле под командом претежно муслиманске владе у Сарајеву и руководства босанскохерцеговачких Хрвата, као и ХВ, која је повремено подржавала операције ХВО. Ембарго на оружје Уједињених нација уведен у септембру 1991. омео је припрему различитих снага, али је крајем априла ВРС била у могућности да распореди 200.000 војника, заједно са стотинама тенкова, оклопних транспортера и артиљеријских оруђа, док су ХВО и Хрватске одбрамбене снаге (ХОС) располагале са око 25.000 војника и прегршт тешког наоружања. АРБиХ је била углавном организована у паравојне формације Зелених беретки и Патриотске лиге, међутим, није имала много тешког наоружања али је имала велику надмоћ у људству. До средине маја 1992, када су се јединице ЈНА које нису пребачене у ВРС повукле из БиХ у новопроглашену Савезну Републику Југославију, ВРС је контролисала приближно 60% Босне и Херцеговине.

## Босанска Посавина

### Површина и становништво
Географско подручје у сливу ријеке Саве чинило је дијелом или у потпуности 15 општина: Козарска Дубица, Босанска Градишка, Србац, Босански Брод, Дервента, Оџак, Модрича, Босански Шамац, Орашје, Градачац, Сребреник, Брчко, Бијељина, Лопаре и Угљевик. Од 1990-их, употреба појма Босанска Посавина односи се готово искључиво на подручја са претежно хрватским становништвом у оквиру општина Босански Брод, Дервента, Оџак, Модрича, Градачац, Босански Шамац, Орашје и Брчко. Ове општине су заузимале површину од 2.289,15 км² и у њима је према попису становништва из 1991. живјело 319.593 становника, од којих су 133.467 (41,76%) били Хрвати, 88.484 (27,69%) Срби и 70.907 (22,19%) Муслимани. Област је преко четири моста на ријеци Сави била повезана са Хрватском.

### Политичка организација
Након парламентарних избора 1990, Хрватска демократска заједница (ХДЗ) имала је већину у шест општина Босанске Посавине. Међутим, крајем 1991. Српска демократска странка (СДС) почела је успостављати паралелне власти. Током 1991, СДС је успоставио шест српских аутономних области (САО) у општинама Босне и Херцеговине у којима живе Срби. САО Сјеверна Босна, проглашена у Добоју у новембру 1991, покривала је 17 општина, укључујући Дервенту, Босански Брод, Оџак, Босански Шамац, Модричу, Градачац и Орашје. На подручју српских аутономних области и других подручја насељених Србима, укључујући и подручја на којима је српски народ остао у мањини због геноцида у Другом свјетском рату, на основу плебисцита одржаног 9. и 10. новембра 1991. основана је и проглашена Република српског народа Босне и Херцеговине, касније преименована у Републику Српску.
У Босанском Броду је 12. новембра 1991. основана Хрватска заједница Босанска Посавина. Обухватала је осам општина: Босански Брод, Оџак, Босански Шамац, Орашје, Дервенту, Модричу, Градачац и Брчко.

## Увод
Хрватско вијеће одбране (ХВО) ојачано трупама Хрватске војске (ХВ), након заузимања положаја у Босанском Броду у марту, одбацило је трупе  Војске Републике Српске (ВРС) јужно од града и до краја маја заузело Модричу и Дервенту. Заузимањем Дервенте прекинут је и посљедњи пут који је спајао западни дио Српске Републике са источним дијелом, који се наслањао на Србију. Тиме је онемогућено снабдијевање Бање Луке, као и највећег дијела територије коју Република Српска Крајина контролисана у почетној етапи Рата у Хрватској.
Губитка путне везе изазвао је значајне проблеме у снабдијевању Бање Луке и околине и за исход је имао противнапад ВРС на снаге ХВО и ХВ на том подручју. Истовремено, ВРС је заузела Добој и Босански Шамац, источно и јужно од правца напредовања ХВО и ХВ. У јуну, 1. крајишки корпус ВРС започео је извођење припремних операција на подручја око Дервенте под контролом ХВО и ХВ, покушавајући да побољша положаје ВРС потребних за извођење великог напада. До 20. јуна, ВРС је заузела села Которско и Јоховац, сјеверно од Добоја, и остварила главни циљ припремних операција.
Непосредни повод за дјеловање била је смрт дванаест новорођенчади у бањалучкој клиници за дјечије болести због недостатка кисеоника у инкубаторима.

## Офанзива

### Ток операције
ВРС је на почетку операције Коридор 92 распоредила преко 40.000 војника, а до краја почетне етапе офанзиве снаге су повећане на 54.660 војника. Главни носилац офанзиве био је 1. крајишки корпус ВРС, организован у четири тактичке групе, 16. крајишку моторизовану бригаду и Оперативну групу Добој. Корпус и ток операције били су под командом генерала Момира Талића. Јединице Српске војске Крајине су такође учествовале у офанзиви. У јуну је пристигло 780 добровољаца, из посебних јединица Милиције Српске Крајине којим је непосредно командовао министар Милан Мартић.
ХВО и ХВ су имале око 20.000 војника у региону на почетку офанзиве ВРС, али је до октобра број војника пао на мање од 5000. На почетку, ове јединице су организоване у Оперативну групу Сава и Оперативну групу Источна Посавина. Од средине маја биле су организоване у Оперативну групу Источна Посавина, на челу са пуковником Винком Штефанеком, која је била потчињена команди Славонског фронта на челу са генералом Петром Стипетићем. Јединице ХВО су биле 101, 102, 103, 104, 105, 106, 107, 108. и 109. бригада. Снаге су такође укључивале елементе великог броја јединица ХВ: велики дио 108. бригаде ХВ са сједиштем у Славонском Броду и дијелови 139. бригаде ХВ и 3. гардијске бригаде. Јединице ХВ из Славоније и средишње Хрватске су такође повремено биле укључене: дијелови 109, 111, 123. и 127. бригаде са сједиштем у Винковцима, Ријеци, Пожеги и Вировитици, као и неколико јединица са сједиштем у Осијеку. Око 200 припадника Хрватских одбрамбених снага (ХОС) учествовало је на фронту, дјелујући самостално или под командом 108. бригаде ХВ. Хрватске снаге су оружје углавном добијале из логистичке базе ХВ у Славонском Броду. Савјет безбједности УН је усвојио 15. маја 1992. Резолуцију 752, захтијевајући повлачење ХВ из Босне и Херцеговине. Страни посматрачи су стално приговарали на присуство јединица ХВ, па је 7. јула 1992. године министар одбране Хрватске Гојко Шушак издао наредбу да се у БиХ могу распоредити само добровољци.
Руководство ВРС је процијенило укупну снагу противничких снага на око 25.500 војника. У својим процјенама они су рачунали и на 110. и 111. бригаду ХВО из Усоре и Жепча, као и на три бригаде АРБиХ из Градачца, Маглаја и Тешња. Иако те јединице нису учествовале у борбама у Посавини, везале су дио снага ВРС за своје положаје.

### Хронологија
Први крајишки корпус ВРС је отпочео офанзиву кодног назива операција "Коридор 92" 24. јуна. Примарни циљ операције је био пробијање кроз положаје које су држале ХВО и ХВ између Модриче и Градачца, као и повезивање са Источнобосанским корпусом ВРС. Секундарни циљ били су напади у правцу Дервенте и Босанског Брода. Примарни циљ је остварен 26. јуна након дводневних тешких борби. Након тога, снаге ВРС су кренуле према Модричи и 28. јуна су заузеле град. Секундарни циљеви суочени са јачим отпором ХВО и ХВ, спорије су остваривани.
Друга етапа офанзиве покренута је 4. јула. Састојала се од напредовања ВРС према Дервенти, Босанском Броду и Оџаку, с циљем избијања на ријеку Саву, а тиме уједно и на границу са Хрватском. Дервента је убрзо заузета 4–5. јула, а ВРС је наставила да наноси ударце хрватским снагама. ВРС је заузела Оџак 12. јула и изашла на обалу Саве сјеверно од града два дана касније. До тада, снаге ВРС су напредовале 10–15 км и достигле положаје на 10 км од Босанског Брода. Снаге ХВО и ХВ су сведене на мостобран око града.
У августу и септембру, ВРС је покренула неколико напада на мостобран у Босанском Броду. Средином септембра, снаге ХВО и АРБиХ распоређене недалеко од Брчког, напале су исти пут који је ВРС осигурала кроз операцију Коридор 92. Противнападом је успјешно заузет дио пута јужно од Орашја, на источном крају Брчанског коридора. Међутим, ВРС је убрзо повратила контролу над истим дијелом пута.
Још један напад на Босански Брод покренут је 27. септембра. Напредак је у почетку био умјерен, све до 4. октобра када је ВРС успјешно уравнотежила своје снаге, мијењајући сектор мостобрана против којег је 1. крајишки корпус ВРС био усмјерен. Тај потез је успјешно пореметио одбрану ХВО и ХВ, а ВРС је постигла напредак заузимајући Босански Брод 6. октобра. Као одговор на то, ХВО и ХВ су уредно повукле своје снаге и опрему на лијеву обалу Саве, а мост преко ријеке између Босанског и Славонског Брода је срушен 7. октобра.

## Посљедице
ХВО је средином октобра и почетком новембра 1992. још два пута накратко пресјекао Брчански коридор јужно од Орашја. У циљу осигурања Брчанског коридора, јединице 1. крајишког и Источнобосанског корпуса ВРС окрнуле су се јужно од Брчког и напредовали 2–3 километра кроз подручје које су држале ХВО и АРБиХ. Тај посљедњи потез проширио је Брчански коридор за 3 км на најужој тачки.
Током офанзиве којом је заузето 760 км², погинуло је 413 војника и још 1.509 рањених припадника ВРС и њених савезника. Према Зовку, погинуло је 343 и рањено 1996 припадника ХВ, док је погинуло 918 и рањено 4254 припадника ХВО у борбама које су вођене од априла до октобра. У истом периоду, Славонски Брод је био изложен бомбардовању од артиљерије и авијације ВРС. На град је испаљено укупно 11.651 артиљеријска граната, четрнаест ракета Луна-М, док је из ваздуха бачено 130 бомби, што је резултовало смрћу 16 цивила.
Крајем октобра 1992. хрватско Вијеће за националну сигурност затражило је извјештај о губитку Босанске Посавине. Утврђено је да је фронт имао важну стратешку улогу у везивању јаких снага ВРС и спријечио њихово одвајање у друге дијелове земље. Сачињена комисија је закључила да је у Босанској Посавини није постојао јединствен политички и војни циљ и да је одбрана била оптерећена унутрашњим сукобима и оптужбама. Утврдила је да командни ланац није функционисао како је предвиђено, понекад су команданти на нижим нивоима добијали упутства без знања више команде. Контраобавјештајне службе су такође критиковане као недјелотворне, док су гласине о издаји негативно утицале на морал војске, за што су оптуживали „пету колону”. Према бившем хрватској премијеру Јосипу Манолићу, извјештај „јасно указује на одговорност Гојка Шушка и његових засебних војних и политичких линија командовања на терену за пад Посавине.”
Исход битке је шокирао хрватског команданта и касније је довео до нагађања о њеном узроку. Стипетић је за урушавање мостобрана у Босанском Броду и неуспјех одбране окривио 108. пјешадијску бригаду.  . Стипетићев став о Договору у Грацу понављао и британски историчар Марко Атила Хоаре, који тврди да су Хрвати уступили подручје током операције Коридор 92 ради западне Херцеговине. С друге стране, хрватско-амерички историчар Џејмс Ј. Садковић то гледиште описује као теорију завјере. Док неки извори указују на то да је Посавина предата за Превлаку коју је држала ЈНА, анализа америчке Централне обавјештајне агенције закључила је да нема непосредних доказа о таквих аранжманима.
Насупрот томе, хрватски историчар Давор Маријан закључује да је битка виша превише сложена за ХВ, нарочито за ХВО. Истиче да су ХВ и ХВО патиле од недјелотворности командне структуре и лоших обавјештајних података, напомињући да нису на вријеме открили присуство 16. моторизоване и 1. оклопне бригаде ВРС. Маријан такође тврди да је ХВ непосредно прије битке демобилисала десет пјешадијских бригада, а његов став подржава генерал-пуковник Новица Симић, командант 16. моторизоване бригаде распоређена у Тактичку групу 1, коју је основао штаб 1. крајишког корпуса ради извршења офанзиве.
У периоду 2001—2003, судски процес против тројице српских званичника вођен је пред Међународним кривичним судом за бившу Југославију због ратних злочина почињених након заузимања Босанског Шамца. Оптужени Благоје Симић, Мирослав Тадић и Симо Зарић оптужени су за противправно хапшење, затварање, премлаћивање, мучење, принудни рад, депортацију и присилном премјештање. Проглашени су кривима, а пресуде су потврђене у жалбеном поступку. Симић је осуђен на петнаест, Тадић на осам, а Зарић на шест година затвора.
Азра Башић је 2017. осуђена на четрнаест година затвора због ратних злочина над српским ратним заробљеницима у Дервенти прије почетка операције.